# 차말랄어
차말랄어(Chamalal)는 러시아 다게스탄 남서부에 거주하는 약 5,100명의 차말랄인이 사용하는 북동캅카스어족 안디어군의 언어이다. 크게 가디리(Gadyri), 가크바리(Gakvari), 기가틀리(Gigatl)의 3개 방언으로 나뉜다. 종종 기가틀리 방언은 별개의 하위 언어로 여겨진다. 차말랄어는 문어로 쓰이지 않으며, 학교에서는 러시아어나 아바르어가 사용되고 문학적 목적으로는 아바르어가 주로 쓰인다.